# Amédée Guiard
Pour les articles homonymes, voir Guiard.
Amédée Guiard, né le 5 janvier 1872 à Gien et mort le 28 septembre 1915 au Bois de la Folie, en Artois, est un écrivain français.

## Biographie
En 1883, Amédée Guiard est admis comme élève au petit séminaire de La Chapelle Saint-Mesmin. Il est recruté comme professeur de grec à l'Institution Notre-Dame de Sainte-Croix de Neuilly, à la rentrée 1911. Collège dont sera exclu Henry de Montherlant en mai 1912, mais une rencontre entre eux semble ne pas s'être produite. Il y rencontre Marc Sangnier, le fondateur du mouvement catholique progressiste Le Sillon, auquel il adhère vers 1902. Il rédige de nombreux articles pour la revue de ce mouvement et le journal La Démocratie que dirige Marc Sangnier à Paris.
Mobilisé dans la réserve de la territoriale lors de la Première Guerre Mondiale, d'abord affecté à l'arrière comme garde voie, il passe à sa demande au 405e RI pour être envoyé au front.
Il tombe à quarante-trois ans près de Neuville-Saint-Vaast, lors de l'attaque du 28 septembre 1915 en direction du Bois de la Folie.
Le caporal Amédée Guiard est cité à l'ordre de l'armée par le général Desprez le 14 avril 1916. (Croix de guerre avec palme de bronze).
L’Académie française lui décerne le prix Bordin en 1916.

## Antone Ramon
L’œuvre la plus célèbre d’Amédée Guiard est Antone Ramon, un roman sur la vie de collège et sur les amitiés particulières. Le texte paraît d’abord en feuilleton dans le quotidien parisien dirigé par Marc Sangnier : La Démocratie (no 943 à 1014, du 15 mars au 25 mai 1913). Puis il est publié en volume en 1914 mais saisi par les allemands. Il est re-publié en 1919.
Ce texte paraît alors que Henry de Montherlant, de quatorze ans le cadet d’Amédée Guiard, n’a encore rien publié. Mais l’ouvrage sera mentionné dans les premières pages de La Ville dont le prince est un enfant, qui aborde le même thème. Montherlant dira plus tard à propos d’Antone Ramon :

« Le plus beau roman sur les amitiés particulières est Antone Ramon, d’Amédée Guiard, professeur à Sainte-Croix, mais que je n’ai pas connu personnellement. Il y a dans ce livre un frémissement, un pathétique, une noblesse exceptionnels. Amédée Guiard, qui appartenait au Sillon, fut tué à la guerre de 1914. Quiconque s’intéresse à ce sujet doit lire Antone Ramon. »

## Œuvres d’Amédée Guiard
- La fonction du poète : étude sur Victor Hugo, Bloud et Gay, 1910.
- Virgile et Victor Hugo, thèse de Doctorat ès Lettres, Bloud et Cie, 1910.
- Antone Ramon, roman, Tourcoing, J. Duvivier, 1914. - Réédition : Quintes-feuilles, 2007 -  (ISBN 2951602383)
- Publications posthumes :
  - Carnet intime de guerre (préface de Maurice Barrès), Bloud et Gay, 1917.
  - Le mystère de Saint-Denis, mistère en 5 actes d'après un manuscrit du XVIe siècle inédit, Mamers, Gabriel Enault, 1924.
  - Le Poème de l'enfance, suivi de "Les Oiseaux" d'Aristophane, fragments traduits en vers français, Bloud et Gay, 1926.
  - Carnet intime (préface de Mgr Petit de Julleville), Bloud et Gay, 1929.

## Sources
- Introduction d’Antone Ramon dans l’édition Quintes-Feuilles, 2007.